# Georges Wagemans
Georges Joseph Martin Guillaume Wagemans (Elsene, 8 november 1880 - Sint-Genesius-Rode, 3 januari 1966) was een Belgisch kunstschaatser.

## Levensloop
Wagemans nam samen met Géraldine Herbos deel aan de Olympische Zomerspelen van 1920 te Antwerpen en de Olympische Winterspelen van 1924 te Chamonix. In 1920 eindigde het duo op de zesde plaats, vier jaar later op de vijfde plaats.
In 1921 werd hij (individueel) Belgisch kampioen. Kort na 1924 zette hij zijn deelname aan competities stop.